# Джессіка Лон
Джессіка Тетяна Лон (народилася 29 лютого 1992) — американська паралімпійська плавчиня російського походження з Балтимора, штат Меріленд, що виступає в змаганнях категорій S8, SB7 і SM8. Вона встановила багато світових рекордів і брала участь у шести Паралімпійських іграх, вигравши 30 медалей (17 з них золоті). Вона також завоювала понад 50 медалей чемпіонатів світу.

## Ранній період життя
Лон народилася як Тетяна Олегівна Кирилова в Братську, Росія. На момент її народження її біологічні мати та батько були неодруженими підлітками, 18 та 17 років відповідно. Її усиновили американські батьки у віці 13 місяців. Через фібулярну гемімелію їй ампутували гомілки, коли їй було 18 місяців. Навчилася ходити з протезами. Довгий час займалася багатьма видами спорту, зокрема гімнастикою, черлідингом, катанням на ковзанах, велосипедом, стрибками на батуті та скелелазінням. Вона почала плавати в басейні бабусі та дідуся, перш ніж приєднатися до своєї першої змагальної команди в 2002 році. Наступного року Лон була обрана «найкращою плавчинею з обмеженими можливостями» 2003 року за версією «Maryland Swimming». Тривалий час тренувався з  Водним клубом Північного Балтимора.
Інша дитина американських батьків спортсменки, її названий брат, Джошуа, був усиновлений в той же час з того ж сибірського дитячого будинку.

## Міжнародна плавальна кар'єра

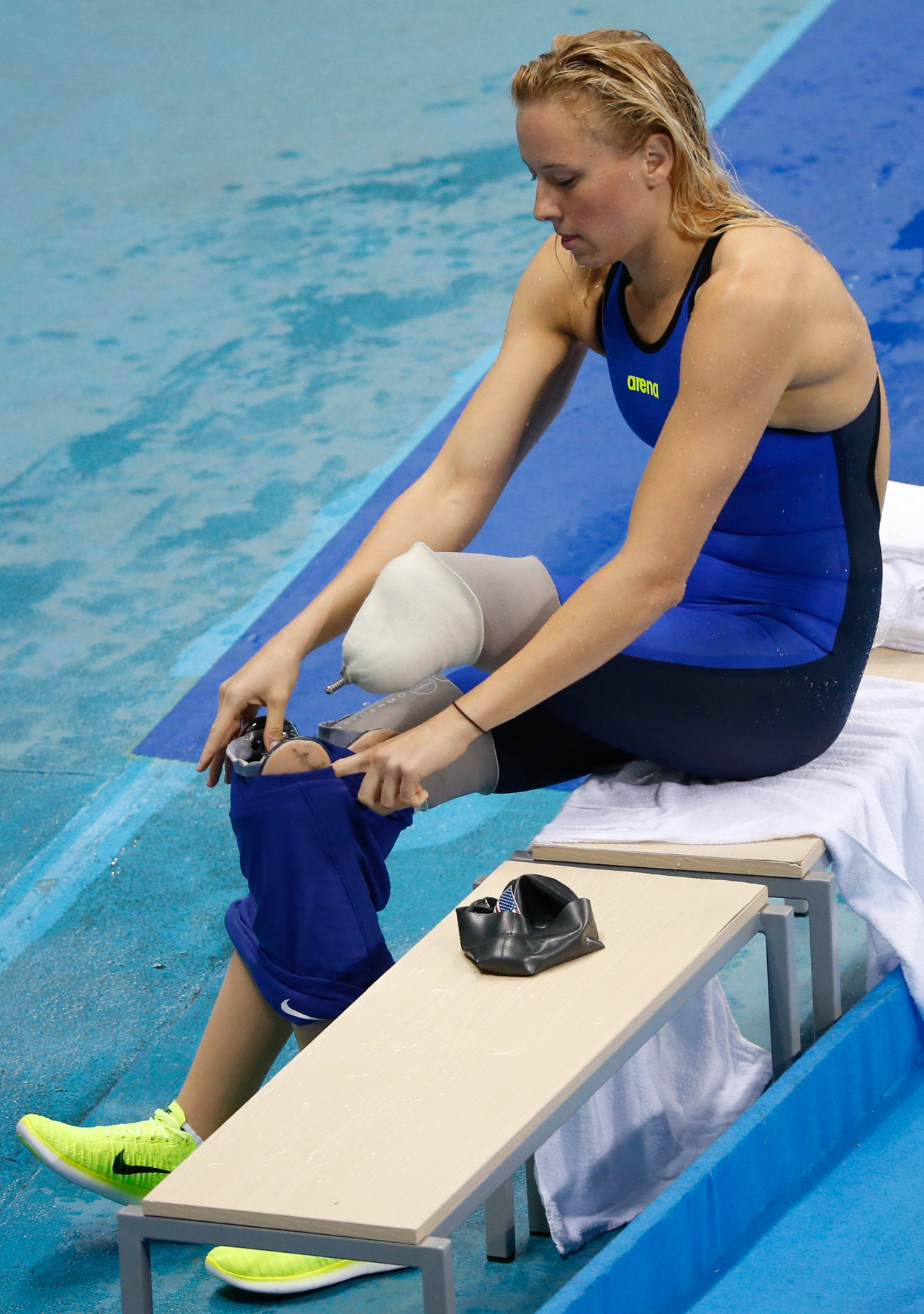
Лон на Паралімпіаді-2016

Лон вийшла на міжнародну арену на Паралімпійських іграх 2004 року в Атенах, Греція, вигравши три золоті медалі з плавання. У віці дванадцяти років вона була наймолодшою учасницею паралімпійської збірної США. Однією з її золотих медалей була 100-метрівка вільним стилем, яку вона пропливла лише на 0,19 секунди випередивши паралімпійську рекордсменку та світову рекордсменку ізраїльську плавчиню Керен Лейбович.
У 2006 році на рахунку Лон було 18 світових рекордів. Її виступ на Чемпіонаті світу з плавання Міжнародного паралімпійського комітету (IPC) 2006 року в Дурбані, Південна Африка, де вона виграла дев’ять золотих медалей за участь у семи індивідуальних плаваннях і двох естафетах. Вона також встановила п'ять світових рекордів, завдяки чому стала відомою за межами світу паралімпійського спорту. У 2006 році Лон стала першим спортсменом-паралімпійцем, обраним лауреатом премії Джеймса Е. Саллівана ААС. Вона була визнана найкращим паралімпійцем року за версією Олімпійського комітету США  у 2006 році, а журнал «Світ плавання» назвав плавцем з інвалідністю 2006 року.
У червні 2021 року США оголосили 34 плавці-паралімпійці, які поїдуть на відкладену літню Паралімпіаду 2020 року в Токіо. Лон було названо лідеркою жіночої команди Маккензі Коен, Елізабет Маркс, Ребекки Маєрс та Меллорі Веггеманн.
14 квітня 2022 року Лон було включено до списку спортсменів, що представлятимуть Сполучені Штати на Чемпіонаті світу з паралімпійського плавання 2022 року.  29 квітня 2023 року Лон було включено до списку, який представлятиме Сполучені Штати на Чемпіонаті світу з паралімпійського плавання 2023 року.
На літній Паралімпіаді-2024 Лон виграла дві золоті медалі. Водночас, Олімпійський і Паралімпійський комітет США не допустив спортсменку до участі в церемонії закриття літніх Паралімпійських ігор 2024 року після того, як Лон поставила у соцмережах під сумнів інвалідність Крісті Релі Кросслі.

## Здобутки та результати
- 2004: три золоті медалі, 100 м вільним стилем, 400 м вільним стилем, естафета 4 × 100 м вільним стилем – Паралімпійські ігри, Атени, Греція
- 2005: п’ять золотих медалей, бронзова медаль, два світових рекорди та визнання плавцем змагань – Відкритий чемпіонат США з плавання на Паралімпійських іграх 2005 року, Міннеаполіс, Міннесота
- 2006: Два світові рекорди (100 м батерфляєм, 200 м комплексним плаванням) – Blaze Sports Georgia Open, Атланта, Джорджія
- 2006: Спортсменка місяця Олімпійського комітету США – січень 2006
- 2006: п’ять золотих медалей, срібна медаль, чотири світові рекорди (50 м брасом, 50 м батерфляєм, 200 м брасом, 400 м комплексним плаванням) – Чемпіонат Кан-Ам, Лондон, Онтаріо, Канада
- 2006: Названа лауреатом 77-ї премії AAU Джеймса Е. Саллівана
- 2006: Названа плавцем року-інвалідом журналом «Swimming World»
- 2006: визнана Олімпійським комітетом США паралімпійцем року
- 2006: Друге місце зі Скелелазіння у дисципліні «Швидкісне лазіння» –  Екстремальні ігри (англ. Extremity Games)
- 2006: Обрана плавцем року США з обмеженими можливостями (нагорода (Тріші Л. Зорн)
- 2006: Два світові рекорди (100 м батерфляєм, 200 м комплексним плаванням) – Відкритий чемпіонат Бельгії (англ. «Belgian Open»), Антверпен, Бельгія
- 2006:дев’ять золотих медалей (100 м вільним стилем – WR, 100 м батерфляєм – WR, 200 м комплексним плаванням – WR, 400 м вільним стилем – WR, 34 очки 4 × 100 м вільним стилем – WR, 50 м вільним стилем, 100 м на спині, 100 м брасом, 34 очки 4 × 100 комплексна естафета) – Чемпіонат світу з плавання Міжнародного паралімпійського комітету (МПК), Дурбан, Південна Африка
- 2007: Три світові рекорди (200 м на спині, 400 м комплексним плаванням, 800 м вільним стилем) – Весняний чемпіонат з плавання Кан-Ам, Монреаль, Канада
- 2007: Три світові рекорди (50 м батерфляєм, 200 м вільним стилем, 1500 м вільним стилем) – GTAC Disability Open, Оклендський університет, Рочестер, Мічиган
- 2007: Одержувачка нагороди ESPN як Найкраща спортсменка з обмеженими можливостями[en][11]
- 2007:обрана USA Swimming[en] плавцем року США з обмеженими можливостями  (премія Тріши Зорн)
- 2007: І місце, 50 м на спині, 50 м батерфляй, 100 м на спині, 100 м брас, 100 м вільний стиль, 200 м батерфляй; друге місце, 50 м вільним стилем – Відкритий чемпіонат США з плавання на Паралімпійських іграх, Коледж Парк, штат Меріленд.
- 2008:  Світовий рекорд, S8 100 м батерфляєм – Чемпіонат Кан-Ам, Вікторія, Британська Колумбія, провінція канада
- 2008: лауреат нагороди МОК для спортсменів з інвалідністю імені Хуана Антоніо Самаранча
- 2008:  Чотири золоті медалі, три світові рекорди (400 м вільним стилем – WR, 100 м вільним стилем – WR, 200 м комплексним плаванням – WR, 100 м батерфляєм); срібна медаль (100 м на спині); бронзова медаль (100 м брасом) – International Paralympic Committee (IPC) –  Паралімпійські ігри, Пекін, КНРFemale Athlete with a Disability ESPY Award</a>[11]
- 2007:обрана Асоціацією плавання США[en] плавцем року США з обмеженими можливостями  (премія Тріши Зорн)
- 2007: І місце, 50 м на спині, 50 м батерфляй, 100 м на спині, 100 м брас, 100 м вільний стиль, 200 м батерфляй; друге місце, 50 м вільним стилем – Відкритий чемпіонат США з плавання на Паралімпійських іграх, Коледж Парк, штат Меріленд.
- 2008:  Світовий рекорд, S8 100 м батерфляєм – Чемпіонат Кан-Ам, Вікторія (Канада)
- 2008: лауреат нагороди МОК для спортсменів з інвалідстю імені Хуана Антоніо Самаранча
- 2008:  Чотири золоті медалі, три світові рекорди (400 м вільним стилем – WR, 100 м вільним стилем – WR, 200 м комплексним плаванням – WR, 100 м батерфляєм); срібна медаль (100 м на спині); бронзова медаль (100 м брасом) – International Paralympic Committee (IPC) –  Паралімпійські ігри, Пекін, КНР
- 2009: сім золотих медалей (100 м брасом, 100 м батерфляєм, 50 м вільним стилем, 50 м батерфляєм, 400 м вільним стилем, 50 м брасом, 100 м вільним стилем) – Весняний чемпіонат чемпіонат Кан-Ам, Едмонтон, Альберта, Канада, Грешем (штат Орегон)
- 2009: сім золотих медалей, світовий рекорд, S8 100 м брасом – Літній чемпіонат Кан-Ам, Едмонтон, провінція Альберта, Канада
- 2009: отири золоті медалі та світові рекорди (100 м вільним стилем – WR, 400 м вільним стилем – WR, 100 м брасом – WR, 100 м батерфляєм – WR); чотири срібні медалі (50 м вільним стилем, 100 м комплексним плаванням, 200 м комплексним плаванням, 34 очка 4 × 100 м вільним стилем, естафета) – Чемпіонат світу з плавання на дистанції 25 метрів Міжнародного паралімпійського комітету (МПК), Ріо-де-Жанейро, Бразилія
- 2010: шість золотих медалей (50 м вільним стилем, 100 м вільним стилем, 400 м вільним стилем, 100 м брасом, 100 м батерфляєм, 100 м брасом) – Національний чемпіонат Кан-Ам, Сан-Антоніо, Техас
- 2010: сім золотих медалей, два світові рекорди (100 м вільним стилем, 400 м вільним стилем, 100 м на спині, 100 м батерфляєм, 200 м комплексним плаванням – WR, 34 очки 4 × 100 м вільним стилем – WR, 34 очки 4 × 100 м комплексним плаванням); дві срібні медалі (50 м вільним стилем, 100 м брасом) – Чемпіонат світу з плавання Міжнародного паралімпійського комітету (МПК) Ейндговен, Нідерланди
- 2011: ев’ять золотих медалей, чотири світові рекорди (50 м вільним стилем, 100 м вільним стилем – WR, 400 м вільним стилем – WR, 100 м батерфляєм – WR, 100 м на спині, 100 м брасом, 200 м комплексним плаванням – WR, 34 очки естафета 4 × 100 м вільним стилем, 34 очки 4 × 100 м змішана естафета) – Пантихоокеанський чемпіонат з параплавного плавання, Едмонтон, провінція Альберта, Канада
- 2011: шість золотих медалей (100 м вільним стилем, 100 м брасом, 50 м на спині, 100 м на спині, 100 м батерфляєм, 200 м комплексним плаванням) – Відкритий чемпіонат з плавання Кан-Ам, Ла Мірада, штат Каліфорнія
- 2011: названа плавцем з інвалідністю року журналом «Swimming World»
- 2012: Одержувачка нагороди ESPN за найкращу спортсменку з обмеженими можливостями ESPY[12]
- 2012: 5 золотих медалей (100 м батерфляєм, 400 м вільним стилем, 100 м брасом, 200 м комплексним плаванням, 100 м вільним стилем); дві срібні медалі (4 × 100 м вільним стилем 34 очки, 100 м на спині); бронзова медаль (4 × 100 м комплексне плавання, 34 бали) – Міжнародний паралімпійський комітет (IPC) – Літні Паралімпійські ігри, Лондон, Англія
- 2012: Лон Визнано Олімпійським комітетом Сполучених Штатів американською паралімпійською спортсменкою року[12]
- 2013:  три золоті медалі (100 м вільним стилем, 200 м комплексним плаванням, 400 м вільним плаванням) – Паралімпійські ігри США з весняного плавання — Кан-Ам, Міннеаполіс, штат Міннесота
- 2013: три золоті медалі, світовий рекорд (200 м комплексне плавання, 400 м вільним стилем, 100 м батерфляєм – WR); срібна медаль (100 м вільним стилем); бронзова медаль (4х100 м вільним стилем) – Чемпіонат світу з плавання Міжнародного паралімпійського комітету (МПК),  Монреаль, Квебек, Канада
- 2013: володарка нагороди ESPN як найкращу спортсменка з обмеженими можливостями, премія ESPY
- 2014: Чотири золоті медалі (100 м вільним стилем, 200 м комплексним плаванням, 100 м на спині, 400 м вільним стилем) – Паралімпійські ігри США з весняного плавання/Кан-Ам,  Маямі, Флорида
- 2014:  шість золотих медалей (100 м вільним стилем, 100 м брасом, 4х100 вільним стилем, 400 м вільним стилем, 100 м батерфляєм, 200 комплексним плаванням); дві срібні медалі (100 м на спині, комплексне плавання 4x100) – Чемпіонат Пан Пасифіка з параплавання,  Пасадена, Каліфорнія[13]
- 2014: веб-сайт новин про плавання SwimSwam назвав найкращою спортсменкою року в пара-плаванні[14]
- 2015: чотири золоті медалі (100 м батерфляєм, 100 м брасом, 200 м комплексним плаванням, 400 м вільним стилем); три срібні медалі (100 м вільним стилем, естафета 4 × 100 м вільним стилем, 100 м на спині) – Чемпіонат світу з плавання Міжнародного паралімпійського комітету (МПК), Глазго, Шотландія[15]
- 2015: обрано плавцем з обмеженими можливостями року США (премія Тріші Л. Зорн)
- 2016: дна золота медаль (200 м комплексне плавання SM8); три срібні медалі (100 м брасом SB7, 400 м вільним стилем S8, 4×100 м вільним стилем 34 очки); дві бронзові медалі (100 м батерфляєм S8, 100 м на спині S8) – Міжнародний паралімпійський комітет (IPC) – Літні Паралімпійські ігри, Ріо-де-Жанейро, Бразилія

## Сім'я
У біологічних батьків Джесіки - Наталії та Олега Валтишевих після неї народилося ще троє дітей: друга дочка - Настя (1993), навчається в Педагогічному коледжі Братська. Двійнята - Ігор і Даша (1999). Ігор навчається у школі, Даша — інвалід із ДЦП .
У прийомних батьків Джессіки — Стівена та Елізабет Лон четверо рідних дітей та ще один прийомний син, також із Росії.
13 вересня 2012 року на російському телебаченні вийшла програма «Прямий ефір», в якій журналістка каналу Вікторія Петрова відшукала біологічних батьків Джесіки Лон в Іркутській області під Братськом. У передачі взяли участь батько та сестра Джесіки. А в передачі «Нехай кажуть» від 11 вересня 2012 року про себе розповіла мати Джесіки — Наталія Кириллова.
13 вересня 2012 року на каналі «Росія 1» вийшла програма «Прямий ефір», в якій журналістка каналу Вікторія Петрова [1] відшукала біологічних батьків Джесіки Лон в Іркутській області під Братськом. У передачі взяли участь батько та сестра Джесіки . А в передачі «Нехай говорять» від 11 вересня 2012 року про себе розповіла мати Джесіки — Наталія Кириллова. У грудні 2013 року Джесіка вирушила до Іркутської області, де зустрілася зі своїми батьками.

## У популярних ЗМІ
Спеціальна трансляція NBC у 2014 році «Тривалий шлях додому» оповідала про подорож Лон до її біологічних батьків. Історія її усиновлення була описана в рекламі Toyota під назвою Upstream, яка йшла як реклама Суперкубка Super Bowl commercial у 2021 році 2021 та під час Літніх Олімпійських ігор 2020 та Паралімпійських ігор 2020.